# Salobral de África oriental
El salobral de África oriental es una ecorregión de la ecozona afrotropical, definida por WWF, formada por dos lagos salados situados en Tanzania: el Natron y el Bahi.

## Descripción
Es una ecorregión de pradera inundada que ocupa 2600 kilómetros cuadrados en dos enclaves de Tanzania: los lagos salados Natron y Bahi, situados en el brazo oriental del Gran Valle del Rift. El primero limita al norte y al este con la sabana arbustiva de Kenia, al sur con la pradera volcánica del Serengueti y al oeste con la sabana arbustiva de Tanzania; el segundo se encuentra completamente rodeado por esta última ecorregión.

## Estado de conservación
Relativamente estable/Intacto.